# Wilfried Grunendahl

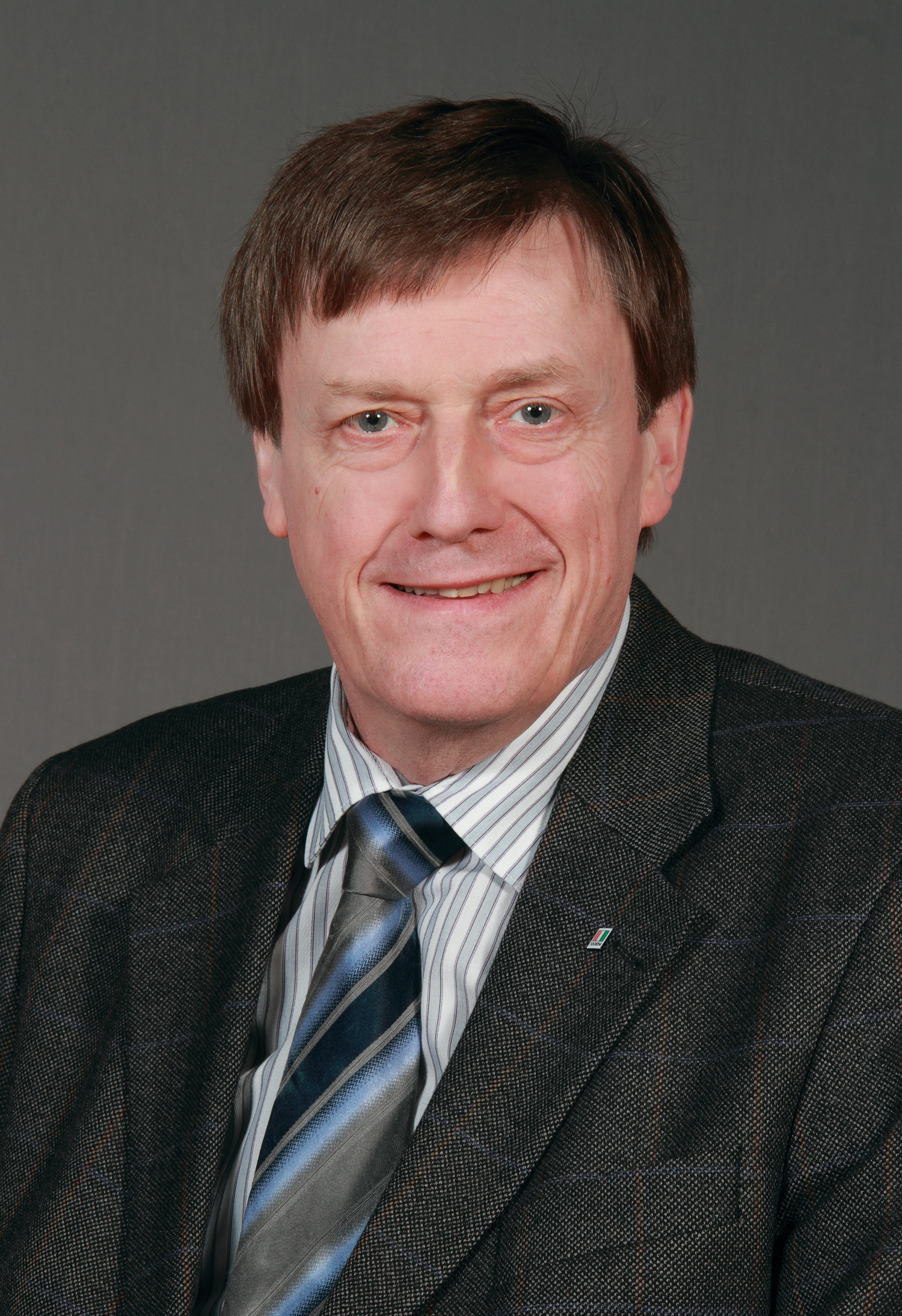
Wilfried Grunendahl (2013)

Wilfried Grunendahl (* 20. Dezember 1952 in Tecklenburg-Ledde) ist ein deutscher Politiker (CDU).

## Leben
Nach dem Besuch der Realschule in Lengerich und der Fachoberschule in Münster studierte Grunendahl Bauingenieurwesen an der Fachhochschule Münster. 1972 trat er in die CDU ein. Von 1979 bis Ende 2006 war er Vorsitzender der CDU-Fraktion im Tecklenburger Stadtrat. 1978 gründete er gemeinsam mit seinem Bruder eine Betonwarenherstellung und Vertrieb für den Gärtnereibedarf und arbeitet seit dieser Zeit im eigenen Betrieb. Am 8. Juni 2005 wurde Grunendahl Mitglied des Landtags Nordrhein-Westfalen. Dem 2010 gewählten Landtag gehörte er nicht an. Nach dem Scheitern der SPD-Minderheitsregierung zog er bei der Landtagswahl am 13. Mai 2012 über die Landesliste der CDU wieder in den Landtag ein. Zur Landtagswahl am 16. Mai 2017 trat er nicht wieder an.

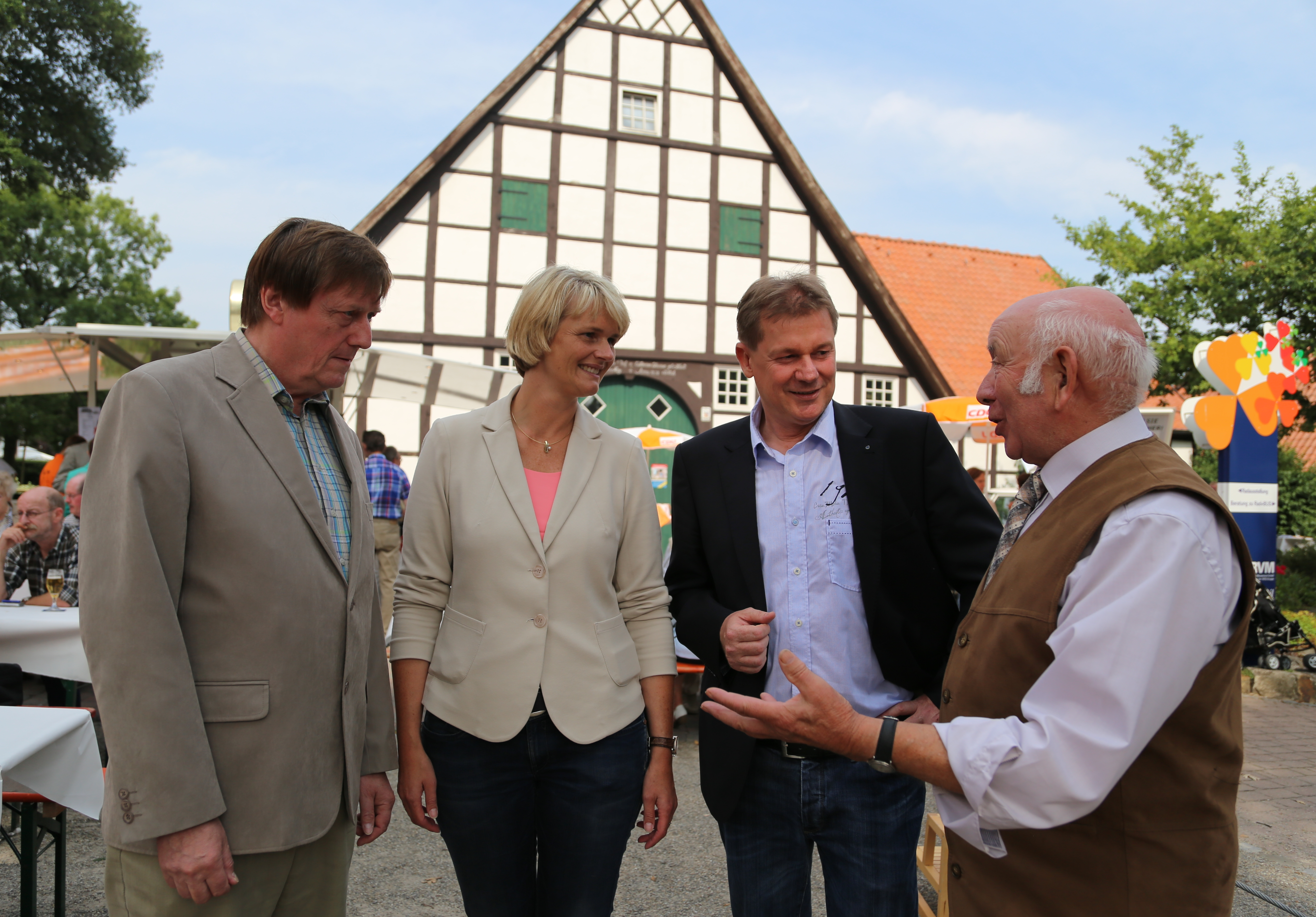
Wilfried Grunendahl im Gespräch mit dem CDU-Mitglied Hermann Fischer (rechts), der CDU-Bundestagskandidatin Anja Karliczek und Markus Pieper während des 15. Jazz-Frühschoppens des CDU-Ortsverbands Mettingen auf dem Schultenhof-Gelände.

Seit 1984 gehört er auch dem Kreistag in Steinfurt an und war seit 1994 stellvertretender Fraktionsvorsitzender der CDU-Kreistagsfraktion. Im Oktober 2005 übernahm er den Fraktionsvorsitz.
Wilfried Grunendahl war bis Anfang 2011 (insg. über 20 Jahre) Vorsitzender des CDU-Stadtverbandes Tecklenburg. Außerdem ist Grunendahl Vorstandsmitglied des CDU-Kreisverbandes Steinfurt.
Besonders aktiv setzte er sich für den Steinkohlebergbau in Ibbenbüren ein.

## Privates
Wilfried Grunendahl ist verheiratet und Vater von zwei erwachsenen Kindern. In seiner Freizeit gehören Lesen und Wandern zu seinen bevorzugten Beschäftigungen.